# Frank Matcham

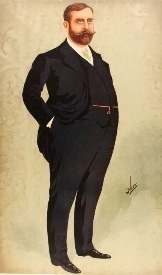
Frank Matcham

Frank Matcham (* 22. November 1854 in Newton Abbot, Devon; † 17. Mai 1920 in Southend-on-Sea, Essex) war ein britischer Architekt, der vor allem durch Theaterbauten und -umbauten bekannt wurde.

## Leben
Matcham entstammte einer Familie des Mittelstandes. Sein Vater war leitender Angestellter einer Brauerei. Bald nach seiner Geburt zog die Familie nach Torquay, wo Matcham mit seinen sieben Geschwistern aufwuchs.
Im Alter von 14 Jahren begann er eine Lehre bei George Sondon Bridgeman, einem örtlichen Architekten, für den er bis 1875 arbeitete. Anschließend zog Matchman nach London, wo er als Assistent des Theaterarchitekten Jethro T. Robinson arbeitete und 1877 dessen Tochter Effie heiratete. Als Robinson nur wenige Monate nach der Hochzeit starb, übernahm der 24-jährige Matcham das Geschäft seines Schwiegervaters. Sein erster Auftrag bestand in der Fertigstellung der Pläne für das im Juni 1879 eröffnete Elephant and Castle-Theater.
Matcham und seine zwei Mitarbeiter Bertie Crewe und W. G. R. Sprague zeichneten für die Mehrzahl (mit Sicherheit für mehr als 200) der Theater- und Varietebauten in Großbritannien zwischen 1890 und 1915 verantwortlich. Matchams Büro erreichte damit während des gründerzeitlichen Booms an Theaterbauten in seiner Region eine ähnlich dominante Stellung wie das Wiener Büro Fellner & Helmer in Österreich-Ungarn und Deutschland.
Matcham selbst errichtete oder modernisierte etwa 150 Theater. 1920 starb er an Herzversagen. Er liegt am Londoner Friedhof von Highgate begraben.

## Werk
Zu Matchams bekanntesten Bauwerken zählen:
- Grand Opera House (1895), Belfast
- Tivoli Theatre (umgebaut 1897), Aberdeen
- The London Coliseum (1904), London (heute Sitz der English National Opera)
- The London Palladium (1910)